# King-JAP
King-JAP is een Duits historisch merk van motorfietsen.
De bedrijfsnaam was: Motorradfabrik Fritz Baumann, Augsburg.
Dit was een Duits merk dat niet alleen een Engelse naam had, maar ook typisch Britse motorfietsen met 198-, 346-, 490- en 545cc-JAP-motoren leverde. De productie was echter beperkt en duurde van 1928 tot 1931.